# It Was Fun While It Lasted
It Was Fun While It Lasted (deutsch „Es machte Spaß so lange es hielt“) ist das erste Studioalbum des US-amerikanischen Sängers und Musikers Sueco. Das Album erschien am 4. März 2022 über Atlantic Records.

## Entstehung
Für die Lieder des Albums setzte sich Sueco (bürgerlich: William Schultz) das Ziel, die verschiedenen musikalischen Genres zu verbinden, mit denen er aufgewachsen ist wie Rap, Alternative Rock, Hyperpop oder Punk. Er wollte verhindern, dass es auf den Album „den Rapsong, den Rocksong und den Hyperpopsong“ gibt. Ferner sollte das Album ihn und jegliche Form von Musik repräsentieren, die ihn beeinflusst haben. Anfang 2021 nahm Sueco die ersten Demos für das Album auf. Das Album wurde von Colin Brittain und dwilly (bürgerlich: David Wilson) produziert. Wann immer die drei einen Titel für gut befanden wurde dieser aufgenommen.
Nick Long spielte auf sämtlichen Titeln die Gitarre und den Bass, während Travis Barker bei allen Liedern Schlagzeug spielte. Weitere Gastmusiker waren Andrew Goldstein am Keyboard sowie die Sängerinnen Victoria Zaro und Cruella Morgan. Bei dem Lied Sober / Hungover ist Arizona Zervas als Gastsänger zu hören. Gemischt wurde das Album von Colin Brittain und Kevin McCombs, während Chris Gehringer, Luca Pretolesi und Michelle Manchini das Mastering übernahmen. Für die Lieder SOS, Paralyzed, Sober / Hungover, Loser, Drunk Dial und Today wurden Musikvideos veröffentlicht.
Das Lied Loser wurde auf dem Soundtrack des Videospiels NHL23 verwendet.

## Hintergrund
Der Albumtitel symbolisiert die Zeiten, seitdem Sueco anfing Musik zu veröffentlichen. Er war Alkoholiker, ging mehrere toxische Beziehungen ein. Sueco sieht den Titel eher als Selbstreflexion und nicht als das Bedauern seines früheren Lebensstils. Darüber hinaus würde das Album und das Titellied das Ende eines Kapitels und den Anfang eines neuen Kapitels repräsentieren.
Sueco schrieb das Lied Today an dem Tag, bevor er nüchtern wurde. In dem Titel geht es darum, wie er seine Mutter wieder trifft, die verstarb, als er 15 Jahre alt war. Er wusste, dass sein damaliger Lebensstil ihn umbringen würde. Allerdings war ihm dies damals egal. Das Lied Paralyzed handelt von einer früheren Beziehung von Sueco. Ihm wurde eines Tages klar, dass er diese Beziehung beenden muss, weil sie ihm nicht gut tut. Gleichzeitig wollte er sich aber nicht von dieser Frau trennen. Er fühlte sich in diesem Zwiespalt eingeklemmt und paralysiert. Schlussendlich trennte sich Sueco von dieser Frau. Loser ist ein autobiographisches Lied, den Sueco für sein 15-jähriges ich schrieb. Sueco wäre damals nicht der coolste Typ in der Schule gewesen und wollte das Gefühl einfangen, dass er hatte, als er Lieder wie I’m Not Okay (I Promise) von My Chemical Romance hörte.
Drunk Dial handelt davon, wie Sueco seine Ex-Freundin anruft, als es ihm ziemlich schlecht ging. Obwohl er weiß, dass dies eine schlechte Idee ist setzt er sie trotzdem um. Das Lied SOS wurde vom US-amerikanischen Magazin Alternative Press als gequältes Liebeslied beschrieben und handelt von toxischen Beziehungen. Im Musikvideo sieht man Sueco, wie er sich in einem Tourbus mit mehreren Frauen streitet. In dem Lied Sober / Hungover geht es darum, die Balance zwischen Nüchternheit und Katerstimmung zu halten, während man „viel zu schnell lebt“. In einem TikTok-Video erklärte Sueco zu diesem Lied, dass er gerade 150 Tage nüchtern sei.

## Rezeption

### Rezensionen
Shannon Shumaker vom Onlinemagazin Prelude Press hob die Authentizität von Sueco gegenüber anderen Pop-Punk-/Emo-Musikern hervor, die ihrer Meinung nach an seinen Wurzeln im Punk liegen. Er würde „Genres verbiegen“ und „webt mit Leichtigkeit andere Sounds“ ein. In kürzester Zeit würde It Was Fun While It Lasted den Hörer dazu führen, „aus voller Kehle mitzusingen“.

### Chartplatzierungen
| ChartsChartplatzierungen       | Höchstplatzierung | Wochen |
| ------------------------------ | ----------------- | ------ |
| Vereinigte Staaten (Billboard) | 122 (1 Wo.)       | 1      |

## Deluxe Edition
Am 16. September 2022 wurde eine „Deluxe Edition“ des Albums veröffentlicht. Diese enthält als Bonus die Titel Last Thing I Do, Up in Smoke, Funeral, AITA, Salt, Next Ex und Bad Vibes, bevor sich die zwölf Titel der regulären Version anschließen. Abgeschlossen wird die „Deluxe Edition“ durch das Lied Fast sowie einen Remix dieses Titels mit den Rappern A Boogie wit da Hoodie & Offset. Co-Autor von Up in Smoke ist Mike Shinoda von der Band Linkin Park.